# 食料主権
食料主権（しょくりょうしゅけん、英語:  Food Sovereignty）は、食料の生産、分配、消費に関する権利を各国や地域の農民や市民が主体的に決定し、持続可能で公正な食料システムを構築する考え方である。グローバル化や多国籍企業による食料生産の支配に対抗し、地域の食文化や生態系を尊重する農業を重視する。

## 歴史
食料主権の概念は、1996年に国際農民運動団体「ビア・カンペシーナ」（La Via Campesina）がローマで開催された世界食料サミットで提唱した。2007年の「Nyéléni宣言」では、食料主権の6つの柱が定義された。

## 定義と原則
食料主権は、食料安全保障とは異なり、人々が自らの食料システムを政治的・民主的に管理する権利を重視する。2007年のNyéléni宣言では、以下の6つの柱が定義されている：
- 人びとのための食料に焦点を当てる：食料は人権であり、企業の利益ではなく人々のニーズを中心に据える。
- 食料を供給してくれる人びとを尊重する：小規模農家、漁民、牧畜民の権利と尊厳を守り、公正な報酬を確保する。
- 食料システムを地元に根ざしたものにする：地域の文化や生態系に合った自給的な食料生産・分配システムを構築する。
- 地元の管理にゆだねる：土地、水、種子などの資源を地域住民が民主的に管理する。
- 知識や技術を構築する：伝統的知識と持続可能な技術を融合し、地域に根ざした知識体系を育てる。
- 自然と連携する：生態系と調和した農業を推進し、環境を破壊する工業型農業を避ける。

## 日本における食料主権
日本では、環太平洋パートナーシップ協定（TPP）や経済連携協定（EPA）などの自由貿易協定の進展に伴い、食料主権の考え方が注目されている。農民運動や市民団体は、遺伝子組み換え食品の規制、種子の多様性保全、地域の食文化の維持を訴える。北海道や東北地方では、地元農産物を使用した食文化や有機農業の推進が見られる。一方、農林水産省の政策では食料自給率の向上が議論されるが、地域住民の主体的参加が不足しているとの指摘もある。

## 課題
食料主権の実現には、グローバルな貿易ルール、多国籍企業の影響力、国内の農業政策の枠組みが課題となる。日本では、都市化や高齢化による農村人口の減少、農地の縮小、気候変動の影響も障壁となっている。一方で、地域支援型農業（CSA）やファーマーズマーケットの普及など、食料主権に基づく取り組みも広がっている。